# Palamone
Nella mitologia greca, Palamone  era il nome di uno dei figli di Metione.

## Il mito
Secondo una versione del mito era il padre di Dedalo, altre riportano altri padri: Eupalamo o il di lui figlio Metione.